# ورا روژیچکووا
ورا روژیچکووا (انگلیسی: Věra Růžičková؛ ۱۰ اوت ۱۹۲۸ – ۲۴ نوامبر ۲۰۱۸) ژیمناست هنری اهل چکسلواکی بود.